# براندون بتلر
براندون بتلر (بالإنجليزية: Brandon Butler)‏، من مواليد 11 سبتمبر 1996 في فرانكفورت، إلينوي، هو ممثل أمريكي. معروف بتصويره سكوت ريد في مسلسل نتفليكس ثلاثة عشر سببا (2018–2020) وبرادي فينش في الحلي (2019–2020).

## روابط خارجية
- براندون بتلر على موقع IMDb (الإنجليزية)
- براندون بتلر على موقع روتن توميتوز (الإنجليزية)
- براندون بتلر على موقع ألو سيني (الفرنسية)
- براندون بتلر على موقع أول ميوزيك (الإنجليزية)
- براندون بتلر على موقع قاعدة بيانات الفيلم (الإنجليزية)
- براندون بتلر على موقع كينوبويسك (الروسية)